# Estació de Múrcia
Múrcia o Múrcia del Carmen (en castellà Murcia o Murcia del Carmen) és l'estació de ferrocarril de Múrcia, situada al barri murcià del Carmen. Forma part de la xarxa d'estacions d'ADIF i és el punt de cruïlla de les línies Chinchilla-Cartagena (P.K. 459,9) i Múrcia-Águilas.
Per aquesta estació circulen trens Talgo Barcelona-Llorca i Cartagena-Montpeller, trens Altaria entre Madrid i Cartagena o Madrid i Múrcia, els trens de la línia L-1 de Mitjana Distància Renfe i els trens de les línies C-1 i C-2 de les Rodalies Múrcia-Alacant.

## Serveis ferroviaris

### Rodalies i Mitjana Distància
| Procedència/Destinació             | <                        | Línia | >                  | Procedència/Destinació |
| ---------------------------------- | ------------------------ | ----- | ------------------ | ---------------------- |
| Rodalies Alacant - Múrcia de Renfe |                          |       |                    |                        |
| terminal                           | terminal                 | C-1   | Beniel             | Alacant Terminal       |
| Águilas Llorca-Sutullena           | Alcantarilla-Los Romanos | C-2   | terminal           | terminal               |
| Mitjana Distància de Renfe         |                          |       |                    |                        |
| Valencia-Nord                      | Beniaján                 | L-1   | terminal Cartagena | terminal Cartagena     |

### Llarga Distància de Renfe
| Tipus de tren      | <<              | >>                    | Parades intermèdies | Observacions                           |
| ------------------ | --------------- | --------------------- | --- | -------------------------------------- |
| Altaria            | Cartagena       | Madrid-Chamartín      | Torre Pacheco · Balsicas-Mar Menor · Alcantarilla-Los Romanos · Archena-Fortuna · Cieza · Calasparra · Hellín · Albacete · La Roda de Albacete · Villarrobledo · Socuéllamos · Alcázar de San Juan · Madrid-Atocha | 4 tren al dia                          |
| Altaria            | terminal        | Madrid-Chamartín      | Archena-Fortuna · Albacete · Madrid-Atocha | 1 tren al dia                          |
| Talgo Mare Nostrum | Cartagena       | Montpeller Saint Roch | Torrepacheco · Balsicas-Mar Menor · Múrcia del Carmen · Oriola · Elx-Parc · Elda-Petrer · Villena · Xàtiva · València-Nord · Castelló · Benicàssim · Benicarló-Peníscola · Vinaròs · L'Aldea-Amposta-Tortosa · Cambrils · Salou · Tarragona · Barcelona-Sants · Girona · Figueres · Portbou · Cervera de la Marenda · Perpinyà · Narbona · Besiers | 1 tren al dia; canvi d'ample a Portbou |
| Talgo              | Barcelona-Sants | Llorca-Sutullena      | Tarragona · Salou · L'Aldea-Amposta-Tortosa · Vinaròs · Benicarló-Peníscola · Benicàssim · Castelló · València-Nord · Xàtiva · Villena · Elda-Petrer · Alacant Terminal · Elx-Parc · Múrcia del Carmen · Oriola· Alhama de Múrcia · Totana | 1 tren al dia                          |
| Talgo              | Barcelona-Sants | Múrcia del Carmen     | Tarragona · Salou · Cambrils · L'Aldea-Amposta-Tortosa · Vinaròs · Benicarló-Peníscola · Orpesa · Benicàssim · Castelló · Sagunt · València-Nord · Xàtiva · Villena · Elda-Petrer · Alacant Terminal · Elx-Parc · Oriola | 1 tren al dia                          |